# Covenant (álbum de UFO)
Covenant es el décimo quinto álbum de estudio de la banda británica de hard rock y heavy metal UFO, publicado el 25 de julio del año 2000 por el sello Shrapnel Records.
Es el primer disco de estudio luego del regreso de sus integrantes clásicos, tras la separación de a fines de 1998 y luego de la gira promocional del álbum Walk on Water de 1995. También es el primero con el baterista Aynsley Dunbar, conocido por haber trabajado con Frank Zappa en la década de los setenta, en reemplazo de Andy Parker.
Por otro lado, se publicó en una edición limitada que incluye un segundo disco titulado Live USA, que contiene los grandes éxitos de la banda grabadas en vivo en distintas presentaciones en los Estados Unidos.

## Lista de canciones

### Disco uno - Covenant
| N.º | Título                     | Escritor(es)   | Duración |  |
| 1.  | «Love is Forever»          | Mogg, Schenker | 4:22     |  |
| 2.  | «Unraveled»                | Mogg, Way      | 4:16     |  |
| 3.  | «Miss the Lights»          | Mogg, Schenker | 4:43     |  |
| 4.  | «Midnight Train»           | Mogg, Schenker | 4:45     |  |
| 5.  | «Fool's Gold»              | Mogg, Schenker | 5:36     |  |
| 6.  | «In the Middle of Madness» | Mogg, Schenker | 3:48     |  |
| 7.  | «The Smell of Money»       | Mogg, Schenker | 3:44     |  |
| 8.  | «Rise Again»               | Mogg, Way      | 4:30     |  |
| 9.  | «Serenade»                 | Mogg, Schenker | 5:00     |  |
| 10. | «Cowboy Joe»               | Mogg, Schenker | 4:13     |  |
| 11. | «The World and His Dog»    | Mogg, Schenker | 3:35     |  |

### Disco dos - Live USA
| N.º | Título                | Escritor(es)   | Duración |  |
| 1.  | «Mother Mary»         | Mogg, Schenker | 3:52     |  |
| 2.  | «This Kids»           | Mogg, Schenker | 4:07     |  |
| 3.  | «Let it Roll»         | Mogg, Schenker | 4:41     |  |
| 4.  | «Out in the Street»   | Mogg, Way      | 5:07     |  |
| 5.  | «Venus»               | Mogg, Schenker | 4:51     |  |
| 6.  | «Pushed to the Limit» | Mogg, Schenker | 4:07     |  |
| 7.  | «Love to Love»        | Mogg, Schenker | 7:16     |  |

## Músicos
- Phil Mogg: voz
- Michael Schenker: guitarra líder
- Pete Way: bajo
- Aynsley Dunbar: batería
- Kevin Carlson: teclados (músico de sesión)
- Simon Wright: batería en Live USA
- Paul Raymond: teclados y guitarra rítmica en Live USA